# Kamov Ka-26

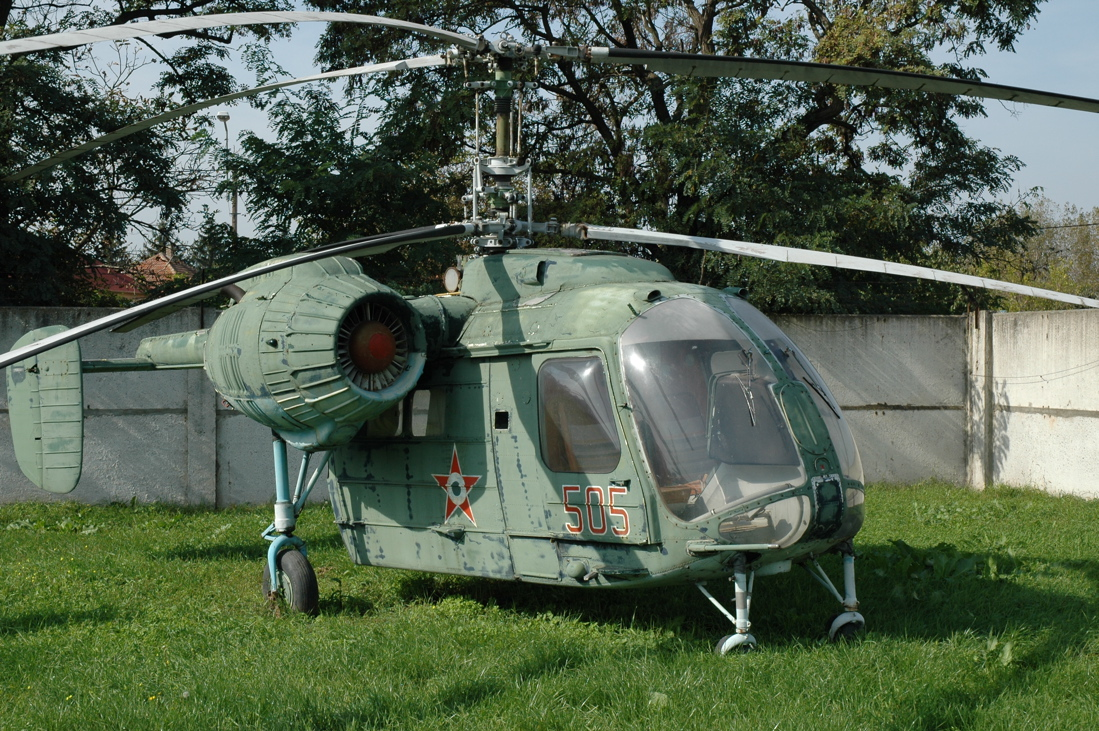
Un esemplare di Ka-26 Hoodlum con le vecchie coccarde della Magyar légierő ungherese

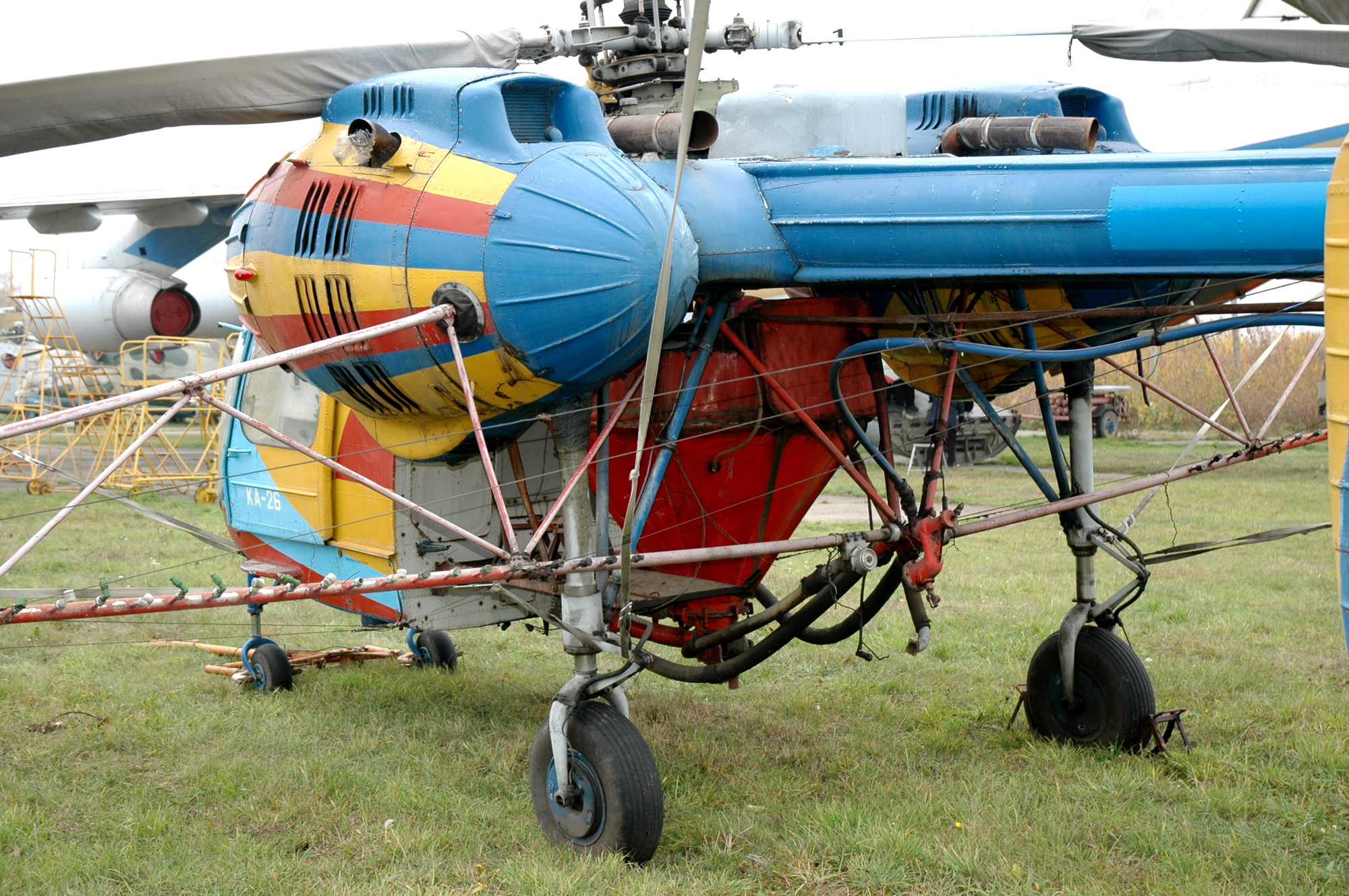
Vista posteriore

Il Kamov Ka-26 (in cirillico Камов Ка-26, nome in codice NATO Hoodlum - teppista) è un elicottero utility leggero con rotori coassiali a tre pale, progettato dall'OKB diretto da Nikolaj Il'ič Kamov e sviluppato in Unione Sovietica negli anni sessanta.
Prodotto in 850 esemplari è tuttora impiegato sia in campo civile che militare.

## Storia

### Sviluppo
L'elicottero leggero Ka-26 fu concepito dalle Industrie di Stato - Kamov nei primi anni sessanta, rispettando alla lettera i criteri di massima semplicità e flessibilità.
Il prototipo volò il 18 agosto 1965 e a partire dal 1970 è entrato in servizio su larga scala con numerosi operatori civili, mentre limitatissime sono state le applicazioni paramilitari; anche in campo militare il Ka-26 ha riscontrato uno scarso successo di vendite.
Sviluppato principalmente per uso civile, il Ka-26 può ospitare subito dietro la cabina di pilotaggio, sotto i rotori, carichi commerciali e/o contenitori di diverso genere, quale un'altra cabina per 6 passeggeri o una piattaforma di carico aperta, ma anche serbatoi per insetticidi liquidi o solidi nonché altri prodotti e le relative barre per la nebulizzazione degli stessi per l'impiego agricolo; viene utilizzato anche come gru volante, mezzo antincendio e posacavi.
Una variante per ricerche geofisiche è stata dotata di un generatore di impulsi elettromagnetici in cabina e di una grossa antenna circolare esterna.
Il Hoodlum ripropone la collaudata concezione progettuale Kamov, con i 2 rotori tripala coassiali e controrotanti al di sopra di una fusoliera da aereo con cospicue superfici di coda.
Una variante con un significativo incremento delle capacità di carico e delle prestazioni, grazie all'adozione di un motore a turbina, un TVD-100 da 537 kW (730 CV) sull'asse, è stata sviluppata in Romania dall'azienda ICA e designata Ka-126.

### Impiego operativo
Il Ka-26 Hoodlum grazie alla sua compattezza e alla stabilità aerodinamica può operare anche da piccole piattaforme marine, infatti, munito di appositi galleggianti, viene impiegato per l'ausilio alla pesca.

## Utilizzatori

### Civili
Germania Est
- Interflug

 Mongolia
- MIAT

 Russia
- Gazpromavia

 Unione Sovietica
- Aeroflot

 Ungheria
- MÉM rsz, Air Service

### Militari
Benin
- Force Aérienne Populaire de Benin

 Bulgaria
- Bălgarski Voennovăzdušni sili

 Sri Lanka
- Sri Lanka Air Force

 Ungheria
- Magyar légierő